# アラスカ魂
『アラスカ魂』（アラスカだましい、原題：North to Alaska）は、1960年制作のアメリカ合衆国のコメディ西部劇映画。
ラズロ・フォーダー作の舞台劇をヘンリー・ハサウェイ監督、ジョン・ウェイン主演で映画化。
ハサウェイ（兼製作）にとって最後の20世紀ＦＯＸ作品でありウェインは3本契約の2本目である。

## 概要
1900年のゴールドラッシュ、金鉱権利争奪戦と三度に亘る猛烈な格闘そして三角関係恋の駆け引きが魅力で興行的にも大成功を収めた。主題歌はジョニー・ホートン（Johnny Horton）が歌う「North to Alaska」。オープニングタイトルで歌われ、物語の導入部となっている。
西部劇でありながら撃ち合いは中盤に1回のみで射殺場面が皆無なのも極めて稀である。

## あらすじ
1900年、ゴールドラッシュ時代のアラスカで、サムと相棒のジョージ、その弟ビリーの3人は金鉱を掘り当てた。
サムは金を掘るための機械を買いにシアトルに行き、ジョージの婚約者ジェニーを連れてくることになった。
しかし、ジェニーは既に他の男と結婚していたため、彼はカフェで仲良くなった美女ミシェルを代わりに連れて行くことにした。
サムとミシェルがアラスカに戻ると、詐欺師のフランキーが、金鉱を横取りしようと狙ってくる。

## キャスト
| 役名                 | 俳優                       | 日本語吹き替え                 | 日本語吹き替え                                                 | 日本語吹き替え |
| 役名                 | 俳優                       | NETテレビ版                    | フジテレビ版                                                   |                |
| -------------------- | -------------------------- | ------------------------------ | -------------------------------------------------------------- | -------------- |
| サム・マッコード     | ジョン・ウェイン           | 小林昭二                       | 小林昭二                                                       |                |
| ジョージ・プラット   | スチュワート・グレンジャー | 戸田皓久                       | 羽佐間道夫                                                     |                |
| ミシェル             | キャプシーヌ               | 二階堂有希子                   | 鈴木弘子                                                       |                |
| フランキー・キャノン | アーニー・コヴァックス     | 筈見純                         | 島宇志夫                                                       |                |
| ビリー・プラット     | フェビアン                 | 前川功人                       | 野島昭生                                                       |                |
| ボッグス             | ミッキー・ショーネシー     |                                | 雨森雅司                                                       |                |
| 不明 その他          |                            |                                | 北村弘一 西山連 杉田俊也 藤本譲 恵比寿まさ子 渡辺典子 上田敏也 |                |
|                      |                            |                                |                                                                |                |
| 演出                 | 演出                       |                                | 春日正伸                                                       |                |
| 翻訳                 | 翻訳                       |                                | 飯嶋永昭                                                       |                |
| 効果                 |                            |                                |                                                                |                |
| 調整                 |                            |                                |                                                                |                |
| 制作                 | 制作                       |                                | 東北新社                                                       |                |
| 解説                 |                            |                                |                                                                |                |
| 初回放送             | 初回放送                   | 1967年8月27日 『日曜洋画劇場』 | 1972年9月8日 『ゴールデン洋画劇場』                            |                |

※再放送時のNET版の短縮版吹替(約72分)がソフト収録